# تپه بالاده کلنگانه
تپه بالاده کلنگانه مربوط به عصر آهنIII است و در شهرستان دورود، بخش سیلاخور، دهستان سیلاخور، ۸۰۰ متری جنوب غربی روستای کلنگانه واقع شده و این اثر در تاریخ ۸ بهمن ۱۳۸۵ با شمارهٔ ثبت ۱۷۱۲۷ به عنوان یکی از آثار ملی ایران به ثبت رسیده است.